# Breathe (canção de Faith Hill)
Breathe é uma canção da cantora country estadunidense Faith Hill, lançado como primeiro single do álbum com mesmo título da faixa, Breathe, em 9 de outubro de 1999, sendo produzida pela cantora em parceria com Byron Gallimore, conhecido por trabalhar em diversos álbuns de música country. A canção foi a mais executada e comprada durante todo ano de 1999, marcando o nome na história, sendo também a sexta canção de Faith Hill a alcançar o primeiro lugar nas paradas country. Esta canção passou quatro semanas em primeiro lugar nessa parada, além de alcançar a segunda posição na classificação geral da Billboard Hot 100, tendo sido bloqueado por "Maria Maria". 

## Videoclipe
O video musical de "Breathe" ficou em quarto lugar em sua estreia nos 100 mais assistidos da CMT Greatest Videos. Faith Hill revelou um lado mais sensual de si mesma no que se tornaria um dos vídeos mais polêmicos de sua carreira. O vídeo foi filmado no deserto e mostrava cenas dela se contorcendo em uma cama na areia, coberta apenas por um lençol.

## Lista de Faixas
US CD-Single:
1. Breathe [Pop Version] - 4:10
2. It All Comes Down to Love - 4:16

US Promo The Hex Hector Remixes
1. Breathe [Main 7" Mix - Recall] 3:55
2. Breathe [Main 7" TV - Recall] 4:04
3. Breathe [Main 7" Instrumental - Recall] 4:04
4. Breathe [Main 7" Acapella - Recall] 3:44
5. Breathe [Main Radio Edit] 3:58
6. Breathe [Main Radio Edit TV Track] 3:58
7. Breathe [Main Radio Edit Instrumental] 3:58
8. Breathe [Main Club Mix Vocal up] 10:10
9. Breathe [Main Club Mix Instrumental] 10:10
10. Breathe [Main Club Dub] 8:55

UK CD-Single
1. Breathe [Pop Version] - 4:09
2. This Kiss [Pop Radio Version] - 3:16
3. What's In it For Me - 5:36

Europe Promo
1. Breathe [Pop Remix] 4:10
2. Breathe [Hex Hector Radio Edit] 5:55

Europe Maxi-CD
1. Breathe [Tin Tin Out Radio Mix] 3:57
2. Breathe [Radio Version] 4:08
3. Breathe [Main Club Mix] 10:10

Other Versions
- "Breathe" 2010 (Freemasons Remix) - 3:12

## Presença em "Laços de Família"
Breathe fez parte da trilha sonora internacional da novela Laços de Família, da Rede Globo, exibida entre 2000/2001. A canção foi tema da personagem "Cíntia", interpretada por Helena Ranaldi.

## Desempenho nas tabelas
| Tabela musical (1999-2000)                    | Melhor posição |
| --------------------------------------------- | -------------- |
| Austrália (ARIA)                              | 23             |
| Bélgica (Ultratip Bubbling Under de Flandres) | 6              |
| Bélgica (Ultratip Bubbling Under da Valônia)  | 15             |
| Brasil (ABPD)                                 | 3              |
| Estados Unidos (Billboard Hot 100)            | 2              |
| Estados Unidos (Billboard Adult Contemporary) | 1              |
| Estados Unidos (Billboard Adult Top 40)       | 1              |
| Estados Unidos (Billboard Hot Country Songs)  | 1              |
| Estados Unidos (Billboard Mainstream Top 40)  | 7              |
| Itália (FIMI)                                 | 46             |
| Finlândia (Suomen virallinen lista)           | 18             |
| Países Baixos (Dutch Top 40)                  | 10             |
| Países Baixos (Single Top 100)                | 95             |
| Nova Zelândia (Recorded Music NZ)             | 27             |
| Portugal (Portuguese Singles Chart)           | 18             |
| Escócia (Scottish Singles Chart)              | 33             |
| Reino Unido (UK Singles Chart)                | 33             |

| Parada Year-End (2000)           | Posição |
| -------------------------------- | ------- |
| Estados Unidos Billboard Hot 100 | 1       |

| Parada (2000-2009)               | Posição |
| -------------------------------- | ------- |
| Estados Unidos Billboard Hot 100 | 27      |

## Prêmios
- 2000 Billboard Music Awards: Single do ano
- 2000 Billboard Music Awards: Canção digital do ano
- 2000 Grammy Awards: Melhor performance por uma cantora
- 2000 Grammy Awards: Melhor canção country
- 2000 Grammy Awards: Canção do Ano (apenas nomeado)

## Versão de Wanessa Camargo
"Eu Posso Te Sentir" é uma canção da cantora pop brasileira Wanessa Camargo, lançada como terceiro e último single de seu primeiro álbum, o homônimo Wanessa Camargo (2000). no dia 30 de julho de 2001. A versão da canção foi feita pelo compositor brasileiro Dudu Falcão e a produção ficou por conta de Jason Deere. Assim como os singles anteriores, "Eu Posso te Sentir" também é inspirada no gênero country pop. O videoclipe da canção, dirigido por João Elias Júnior, foi gravado no Mato Grosso e também foi incluído como faixa-interativa no segundo álbum da cantora.

### Lançamento e composição
"Eu Posso Te Sentir" foi lançada como terceiro e último single do álbum no dia 30 de julho de 2001. Seguindo nos moldes dos singles anteriores, "Eu Posso Te Sentir" possui no country pop sua maior influência. A versão foi feita por Dudu Falcão e produzida por Jason Deere. Segundo a cantora, "A música fala da história de uma paixão à distância. E eu conto que quando fecho os olhos posso sentir a presença deste grande amor perto de mim."

### Vídeo musical
O videoclipe da canção foi gravado entre os dias 14 e 15 de agosto de 2001 na cidade de Jaciara, Mato Grosso. A cantora escolheu as cachoeiras da Fumaça e da Mulata como cenário do clipe, onde contracena com um modelo mato-grossense Everson dos Santos. O seu então namorado na época Dado Dolabella iria contracenar com a cantora, mas não foi liberado por sua então emissora Rede Globo. Nas filmagens, Wanessa também gravou num campo de algodão. O videoclipe foi dirigido pelo mesmo diretor dos seus clipes anteriores, "O Amor Não Deixa" e "Apaixonada por Você", João Elias Junior. Nas gravações do clipe, João contou: "Nossa maior preocupação é a questão estética, sem dramaturgias, num conceito mais popular, como é o estilo de Wanessa. O maior desafio é tirar o máximo de beleza dos cenários." O videoclipe foi lançado em outubro, e também foi incluído como faixa-interativa do segundo álbum da cantora, lançado no mesmo ano.

## Outras versões
- Smartbomb fez um cover da canção em seu álbum Yeah. Well, anyway ....[26]
- O grupo country de paródias Cledus T. Judd gravou uma versão cômica da canção chamada "Breath", colocado no álbum de 2002 Cledus Envy.